# Ovrlje
Ovrlje falu Horvátországban Split-Dalmácia megyében. Közigazgatásilag Otokhoz tartozik.

## Fekvése
Splittől légvonalban 31, közúton 43 km-re északkeletre, Sinjtől 9 km-re keletre, községközpontjától 1 km-re délkeletre a dalmát Zagora területén, a Kamešnica-hegység nyugati lejtői és Cetina középső folyása között fekszik. A település alatt ered az Ovrlja-patak, mely innen délre ömlik a Ruda-folyóba.

## Története
A térség több mint másfél évszázados török uralom után, 1687-ben szabadult fel az oszmán iga alól. Ezt követően a rámai ferences atyák vezetésével Boszniából és Hercegovinából keresztény lakosság települt le itt. Ez az otoki plébánia megalapításának időszaka, melyhez akkor a mai Otokon és Udovičićon kívül Gala, Gljev és Ruda hívei is hozzá tartoztak. A plébánia vezetését a sinji ferences atyák végezték. A velencei uralomnak 1797-ben vége szakadt és osztrák csapatok vonultak be Dalmáciába. 1806-ban az osztrákokat legyőző franciák uralma alá került, de Napóleon lipcsei veresége után 1813-ban újra az osztrákoké lett. 1918-ban az új szerb-horvát-szlovén állam, majd később Jugoszlávia része lett. A második világháború idején a Független Horvát Állam része lett. A háború után a szocialista Jugoszláviához került. 1991 óta a független Horvátországhoz tartozik. 2011-ben a településnek 190 lakosa volt.

## Lakosság
| Lakosság változása | Lakosság változása | Lakosság változása | Lakosság változása | Lakosság változása | Lakosság változása | Lakosság változása | Lakosság változása | Lakosság változása | Lakosság változása | Lakosság változása | Lakosság változása | Lakosság változása | Lakosság változása | Lakosság változása | Lakosság változása |
| ------------------ | ------------------ | ------------------ | ------------------ | ------------------ | ------------------ | ------------------ | ------------------ | ------------------ | ------------------ | ------------------ | ------------------ | ------------------ | ------------------ | ------------------ | ------------------ |
| 1857               | 1869               | 1880               | 1890               | 1900               | 1910               | 1921               | 1931               | 1948               | 1953               | 1961               | 1971               | 1981               | 1991               | 2001               | 2011               |
| 151                | 0                  | 0                  | 246                | 259                | 136                | 0                  | 205                | 221                | 215                | 226                | 199                | 238                | 222                | 214                | 190                |

(1869-ben, 1880-ban és 1921-ben lakosságát Otokhoz számították.)